# Burg Yazdegerd

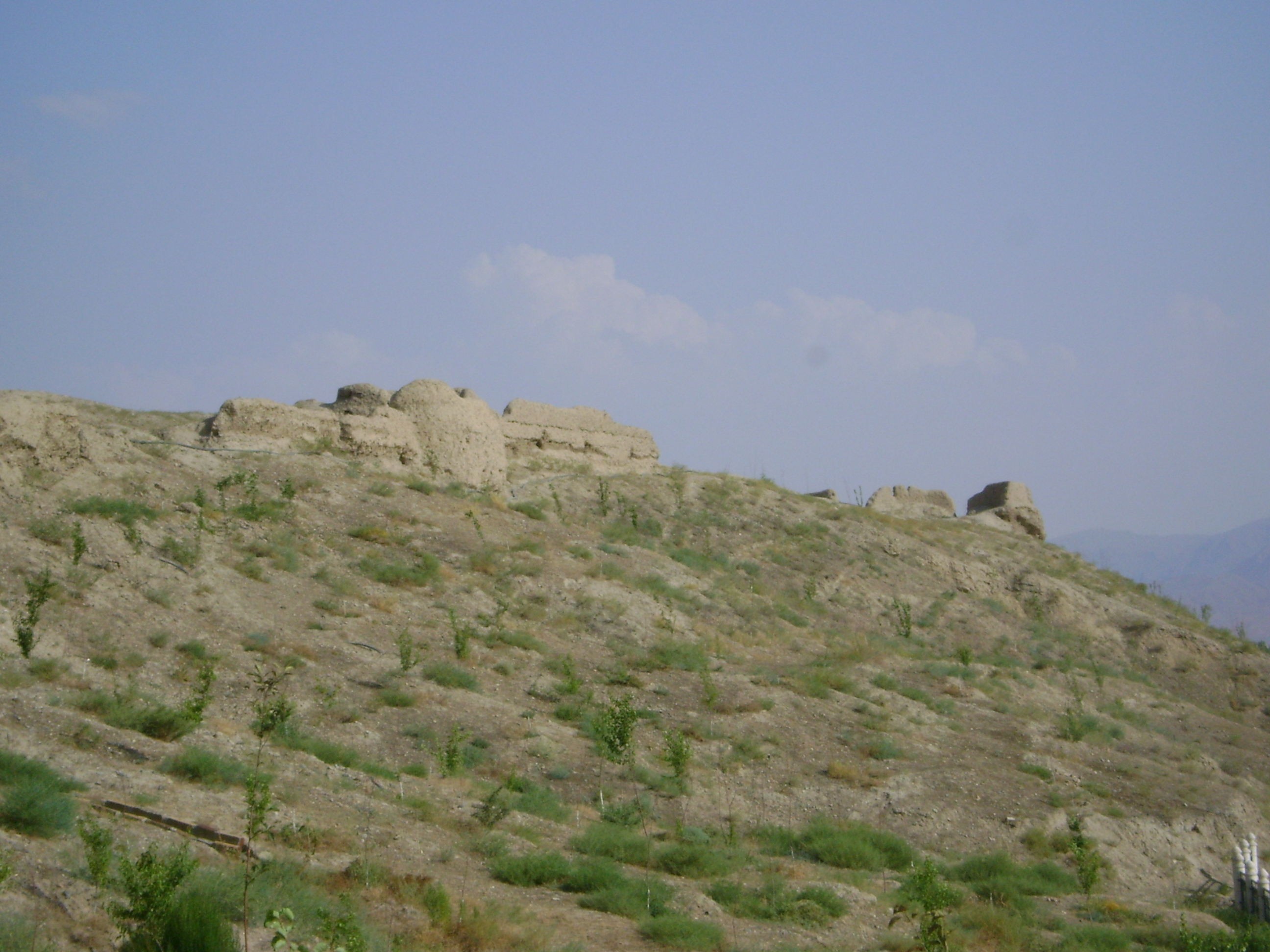
Teile der Außenmauer der Burg

Die Burg Yazdegerd war eine spätantike Festungsanlage der Sassaniden in Nachitschewan in Aserbaidschan. Sie war ausschließlich aus Lehm gebaut. Die Burg ist nach dem letzten sassanidischen Großkönig Persiens Yazdegerd III. (Regierungszeit 632–651) benannt.

## Vorgeschichte
Während Forschungen auf dem Gelände der Festung 1957 bis 1959 wurden Fragmente von Keramikgeschirr und Steinhämmern entdeckt. Aus archäologischen Untersuchungen ist bekannt, dass diese Steinwerkzeuge in der Bronzezeit (3. bis 2. Jahrtausend v. Chr.) in Salzminen verwendet wurden.

## Geschichte
Das genaue Datum des Festungsbaus ist unbekannt. Vermutlich wurde sie im Auftrag des letzten Schahs der Sassaniden-Dynastie Yazdegerd III. erbaut. Laut dem osmanischen Chronisten Evliya Çelebi wurde die Festung während der Invasion der Mongolen zerstört.